# Dossenheim
Dossenheim (phát âm tiếng Đức: [ˈdɔsn̩ˌhaɪ̯m] ⓘ) là một xã nằm ở huyện Rhein-Neckar-Kreis, thuộc bang Baden-Württemberg, Đức.

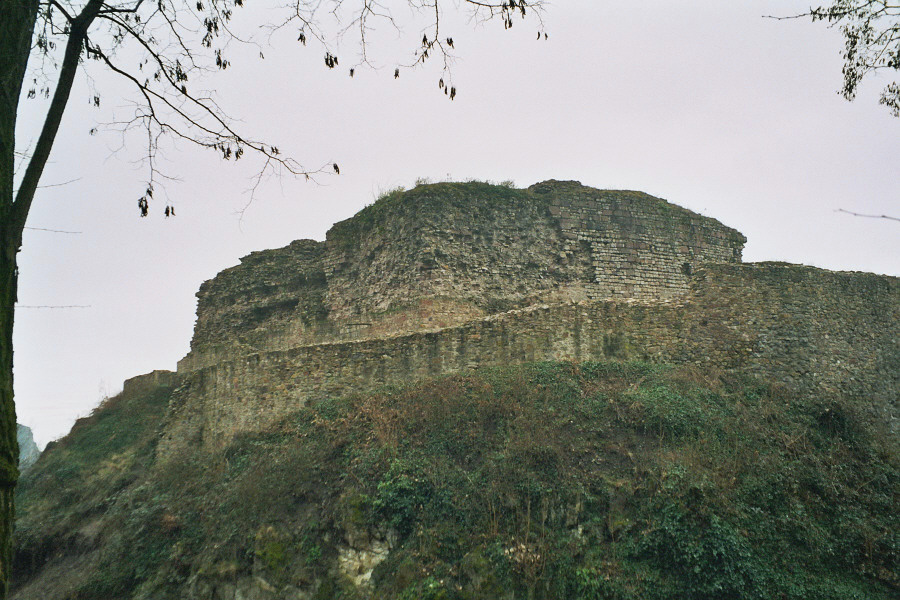
Tàn tích của Schauenburg ở Dossenheim

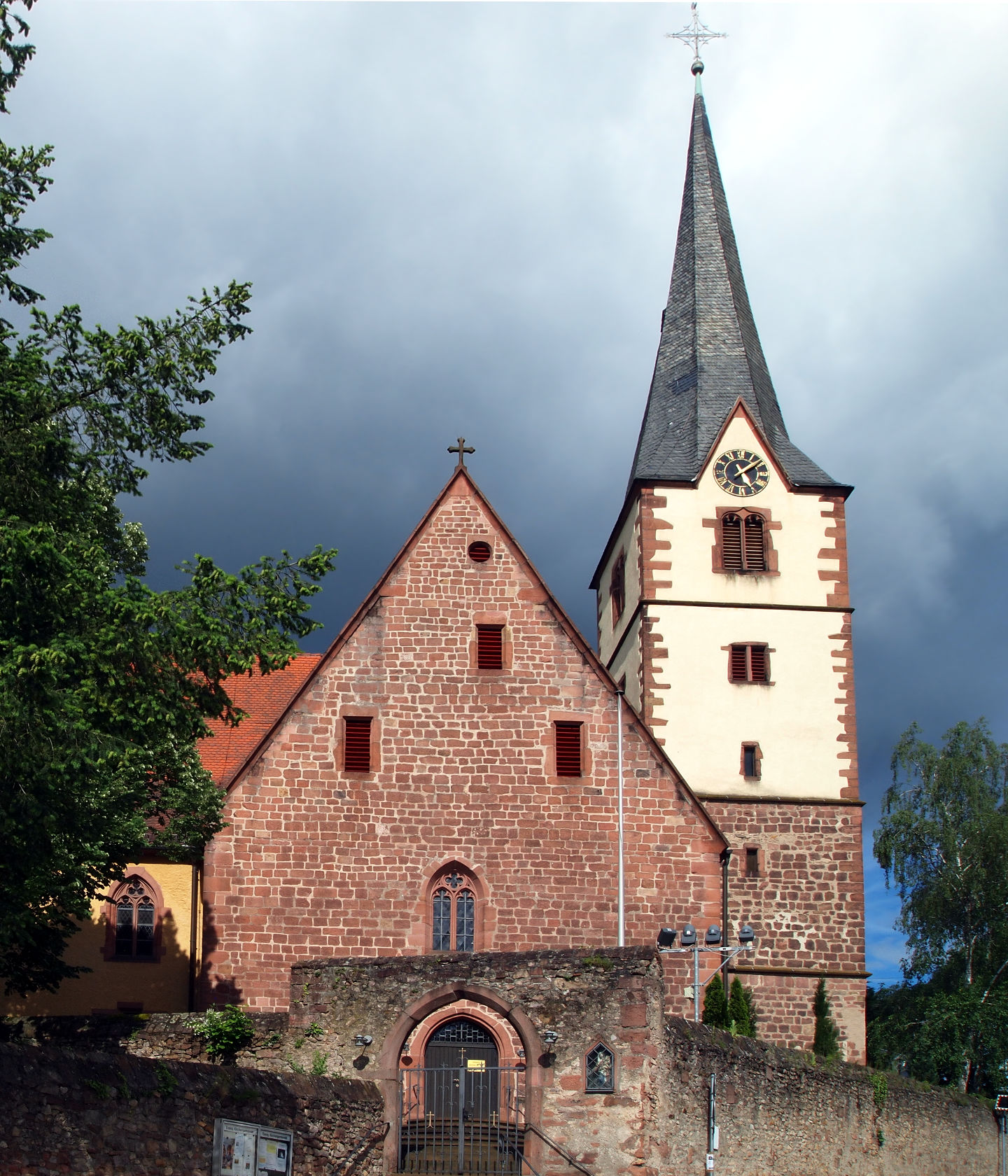
Nhà thờ từ thế kỷ 15, mở rộng năm 1931